# لويس ميلان فرنانديز
لويس ميلان فرنانديز هو طبيب كوبي، ولد في 21 فبراير 1970 في سانتياغو دي كوبا في كوبا.